# Autothrottle

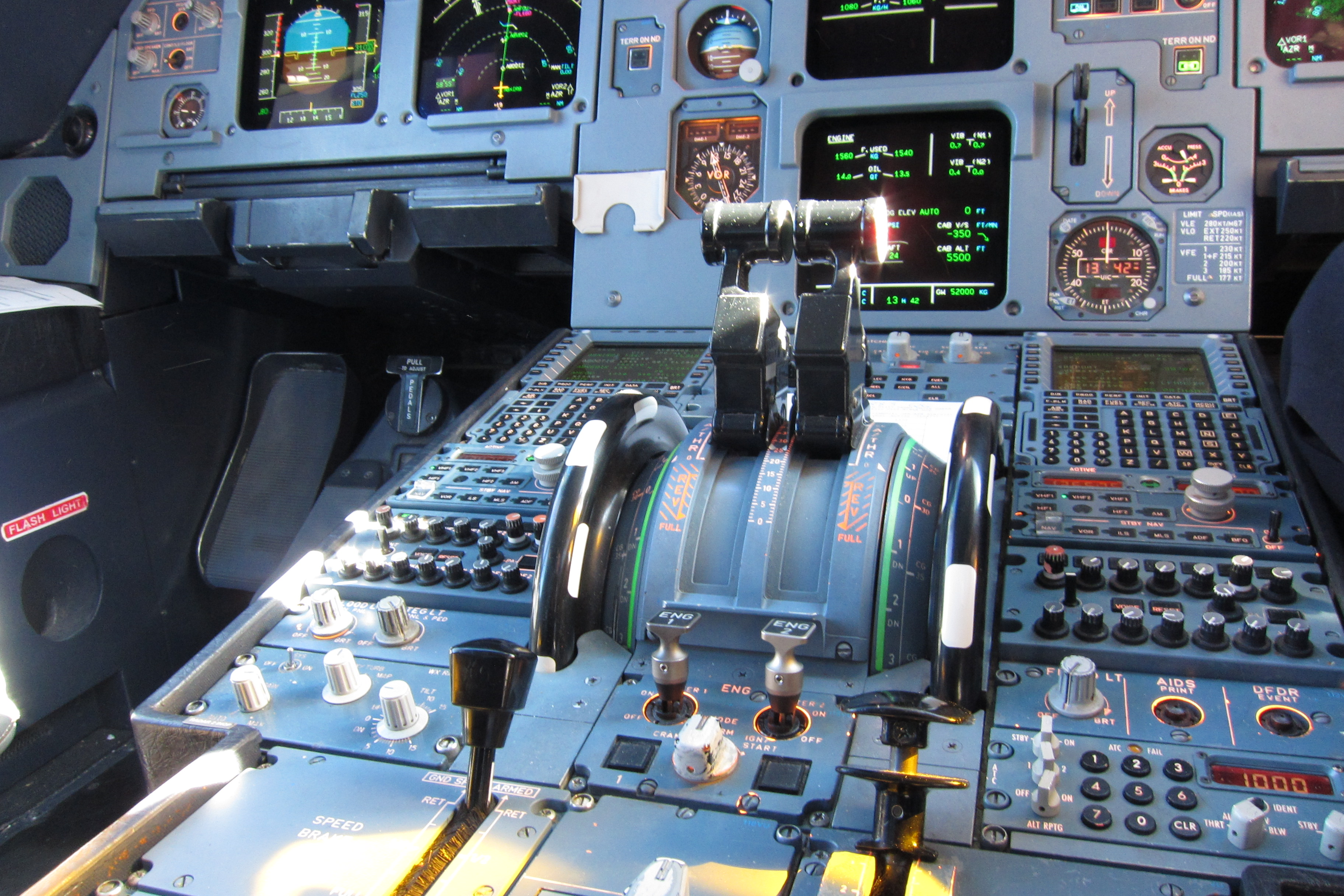
Plynové páky Airbusu A320 nastavené do polohy automatického tahu (CLB) během letu

Autothrottle (automatický plyn, také známý jako autothrust, A/T nebo A/THR) je systém, který umožňuje pilotům ovládat nastavení výkonu motorů letadla zadáním požadované rychlosti na panel autopilota. Autothrottle výrazně snižuje pracovní zatížení pilotů, pomáhá šetřit palivo a prodloužit životnost motoru měřením přesného množství paliva potřebného k dosažení konkrétní cílové indikované vzdušné rychlosti nebo přiděleného výkonu pro různé fáze letu. A/T a AFDS (Auto Flight Director Systems) většinou spolupracují na správném splnění letového plánu.

## Pracovní režimy
Existují dva parametry, které může A/T udržovat nebo se o to snažit: indikovaná vzdušná rychlost a tah.
V režimu indikované vzdušné rychlosti jsou plynové páky umístěné tak, aby rychlost udržovaly. Pokud pilot navolí cílovou rychlost například menší, než je rychlost pádová, A/THR mu zabrání. Bude udržovat rychlost, která je co nejblíže cílové rychlosti, ale je stále bezpečná.
V režimu automatického tahu je motor udržován na stabilním nastavení výkonu podle různých letových fází. Například během vzletu A/T udržuje konstantní vzletový výkon, dokud není fáze vzletu dokončena. Během stoupání udržuje A/T konstantní výkon při stoupání; při klesání A/T sníží nastavení plynových pák do klidové polohy a tak dále. Když A/T pracuje v režimu tahu, rychlost je řízena sklonem, a ne A/T.

## Užití
Na letadlech značky Boeing lze A/T použít ve všech fázích letu od vzletu, stoupání, letu v cestovní výšce, klesání, přiblížení až po přistání nebo průlet, s výjimkou poruchy. Pojíždění se nepovažuje za součást letu a A/T nelze při pojíždění aktivovat. Ve většině případů je volba režimu A/T automatická bez nutnosti jakékoli ruční volby, pokud není přerušena piloty.
Podle postupů zveřejněných společností Boeing se A/T zapíná před vzletem a automaticky se odpojí dvě sekundy po přistání. Během letu je vždy k dispozici ruční ovládání A/T. Ruční ovládání funguje tak, že v případě tlaku na plynové páky od pilotů se odpojí řízení elektrickým motorem. Po odebrání tlaku se elektrický motor opět zapojí a vrátí plynové páky do předem vypočítané polohy, výjimkou jsou režimy IDLE a THR HLD. V těchto dvou režimech zůstává plyn v manuálním režimu za všech okolností.

## Historie
Primitivním A/T byly poprvé vybaveny nejmodernější verze letounu Messerschmitt Me 262 za druhé světové války. První komerční letouny s tímto systémem (který zde dostal název AutoPower) byly letouny typu DC-3, které byly vyrobeny od roku 1956. V dřívějších verzích se nenacházel. První verze systému A/T dokázala udržet konstantní úhel náběhu, ale rychlost pouze při přiblížení. Když byla zavedena možnost udržování rychlosti během celého letu, vznikl tím první moderní A/T.
Krátce po úspěchu systému AutoPower společnosti Sperry (nyní součást Honeywell) a Collins začaly soutěžit ve vývoji a výrobě moderních systémů A/T, přidávat do něj více funkcí, a implementovat ho do co nejvíce letadel.
Dnes je často v přímém spojení se systémem řízení letu. Moderní letadla také disponují systémem FADEC, který nabízí širokou škálu funkcí.